# Lobectomia
La lobectomia è una procedura chirurgica che consiste nell'asportazione del lobo di un organo. Gli organi sottoposti a lobectomia sono i polmoni, il fegato, la tiroide e il cervello.
La lobectomia viene più comunemente impiegata nel trattamento delle neoplasie polmonari localizzate. La lobectomia videoassistita è mininvasiva, comporta meno dolore post chirurgico e un recupero più rapido del paziente.
La rimozione parziale o completa di un lobo del cervello viene eseguita per curare gravi forme di epilessia refrattaria ai farmaci. L'intervento può essere bilaterale e riguardare entrambi gli emisferi, oppure può riguardare solamente la rimozione parziale o completa del lobo temporale (lobectomia temporale anteriore). Il metodo può essere usato anche in casi estremi per ridurre la pressione intracranica (lobectomia decompressiva).